# STOL

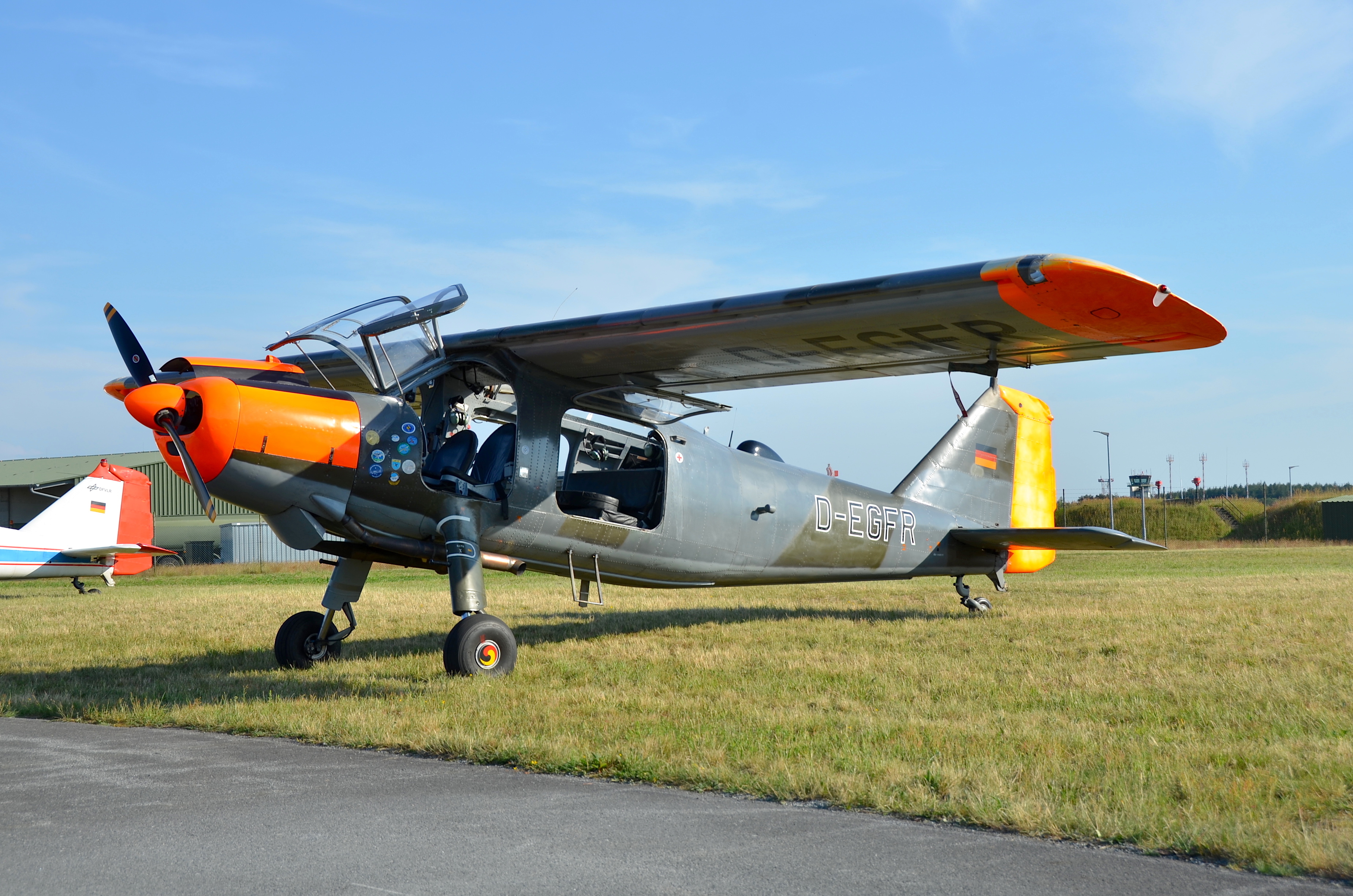
Do 27-A1, ein STOL-Flugzeug

STOL ist ein englisches Akronym für „Short Take-Off and Landing“ – zu Deutsch: Kurzstart und -landung. Es bezeichnet die Fähigkeit eines Flugzeugs, auf sehr kurzen Strecken starten und landen zu können. STOL ist zu unterscheiden von der Fähigkeit von Hubschraubern und Senkrechtstartern, vertikal zu starten oder zu landen. Dies bezeichnet man als VTOL, was für vertical take off and landing steht.
Als Startstrecke wird hierbei diejenige Distanz gemessen, welche die zum Start stillstehende Maschine bei Windstille und maximalem Startgewicht benötigt, um anzulaufen und ein 15 m hohes Hindernis (Höhe eines fünfstöckigen Hauses) zu überfliegen.

## Verwendung

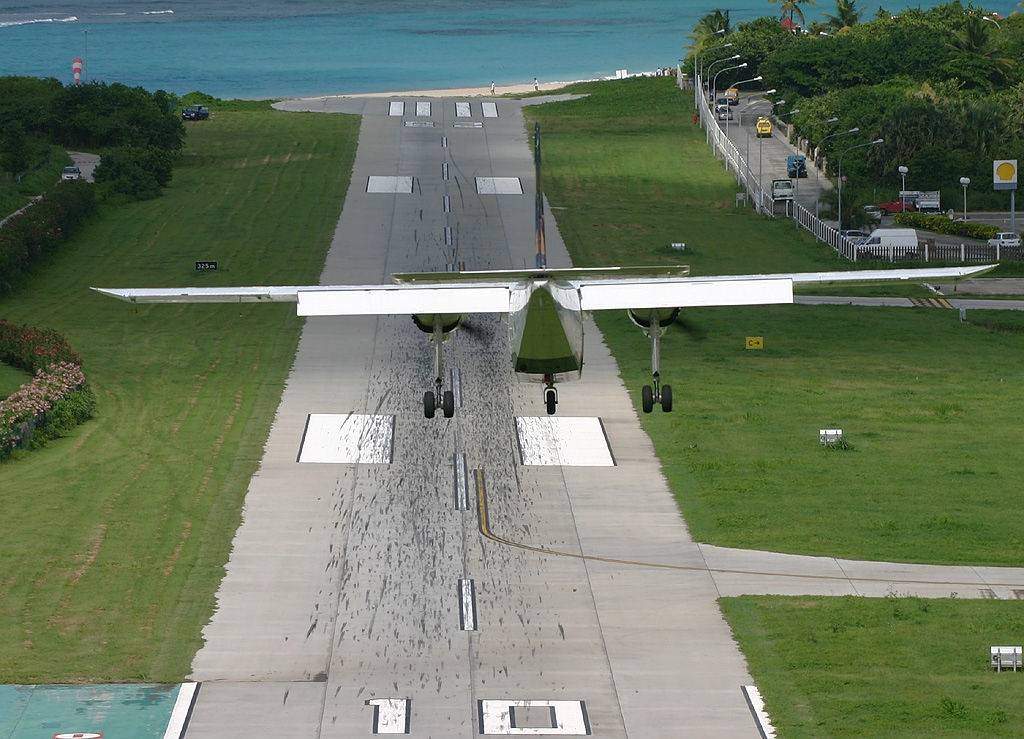
Landung einer Britten-Norman BN-2 Islander auf dem Flugplatz Saint Barthélemy

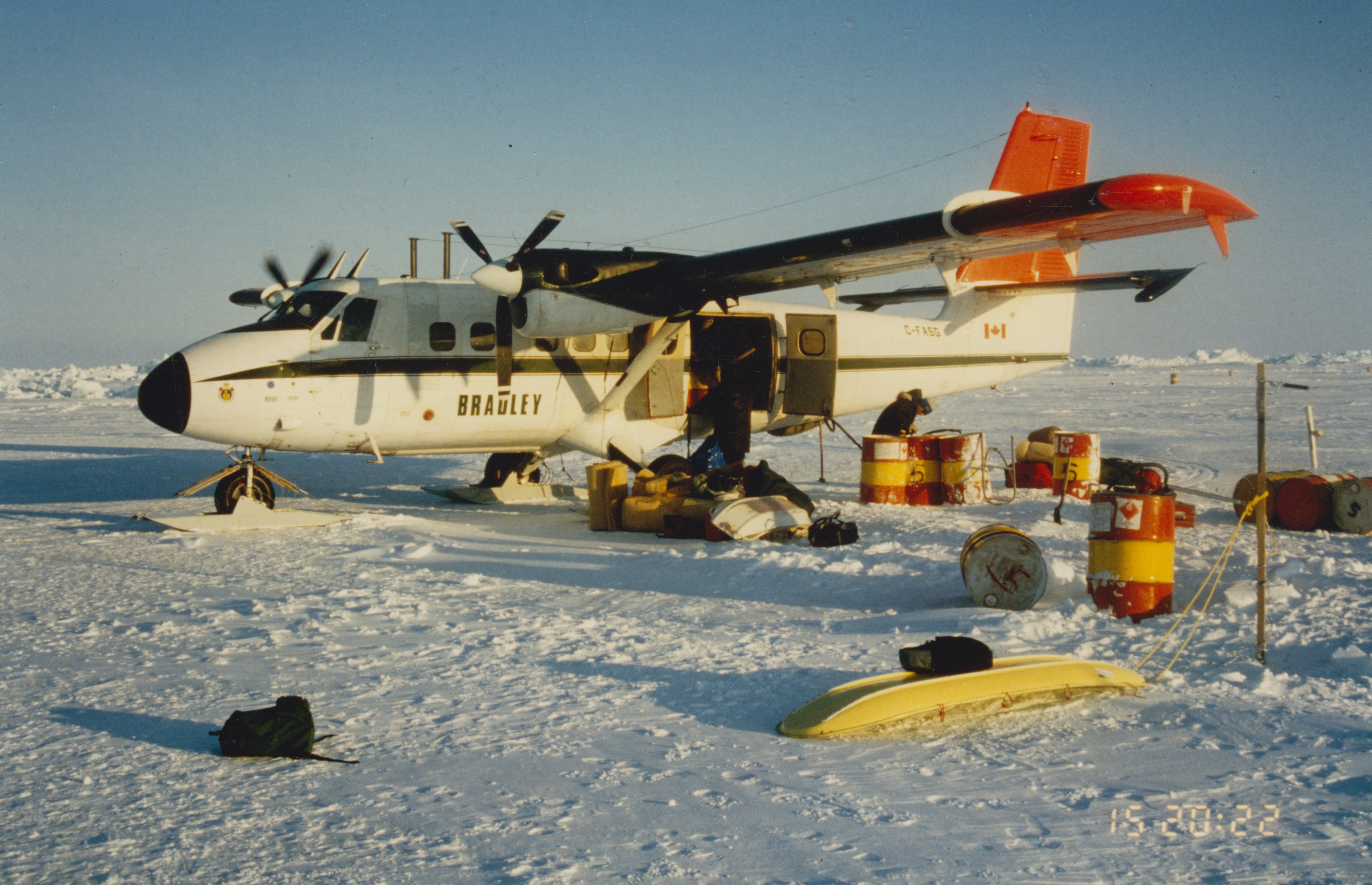
DHC-6 300 Twin Otter von Bradley Air Services beim Auftanken auf dem Packeis des Arktischen Ozeans, 86°N, 76°43‘W, April 1990

Der im Zweiten Weltkrieg von der Luftwaffe verwendete Fieseler Storch ist ein Beispiel für ein STOL-Flugzeug reiner Auslegung. Im Einzelfall und unter günstigen Bedingungen wie Gegenwind kann eine Landung auf der Stelle oder sogar im Rückwärtsflug erfolgen. Andere Beispiele sind die britische Westland Lysander und die amerikanische Piper L-4.
Auch Tragschrauber (Autogyro) werden zu den STOL-Luftfahrzeugen gerechnet.
Nach dem Zweiten Weltkrieg wurden die meisten Aufgaben der STOL-Flugzeuge im militärischen Einsatz durch Hubschrauber erfüllt. Wegen der im Kriegsfall verletzbaren langen Landebahnen gab es jedoch gleichzeitig Anstrengungen, Strahlflugzeuge durch VTOL und STOL weniger verletzlich zu machen. Flugzeuge wie der Harrier als Senkrechtstarter und der Tornado mit Schwenkflügeln und Strahlumkehr sind bis heute im Einsatz und können auch von kurzen improvisierten Pisten und Feldflugplätzen eingesetzt werden. Strahlflugzeuge wie die MiG-29 verfügen durch ihr robustes Fahrwerk und die Schubkraft ihrer Triebwerke oft über erstaunlich kurze Startrollstrecken für Notfälle. Eine weitere Möglichkeit für STOL-Manöver ist der Einsatz von Starthilferaketen, siehe JATO.
Im zivilen Bereich werden STOL-Flugzeuge wegen ihrer Wirtschaftlichkeit weiterhin eingesetzt. Beispiele dafür sind die britische Britten-Norman BN-2 Islander, die kanadischen de Havilland Canada DHC-2 Beaver und DHC-6 Twin Otter, die schweizerische Pilatus PC-6 Porter, die sowjetische Antonow An-2 und die deutsche Dornier Do 27. Im Bereich Verkehrsflugzeuge wird die Avro RJ100 gelegentlich als STOL-Flugzeug bezeichnet.
Wenig Beachtung fand bislang die Kanalflügeltechnologie, deren wenige Vertreter sehr gute ESTOL-Eigenschaften aufweisen.

## Liste von STOL-Flugzeugen
- Kategorie STOL-Flugzeug